# Fiskebankarna

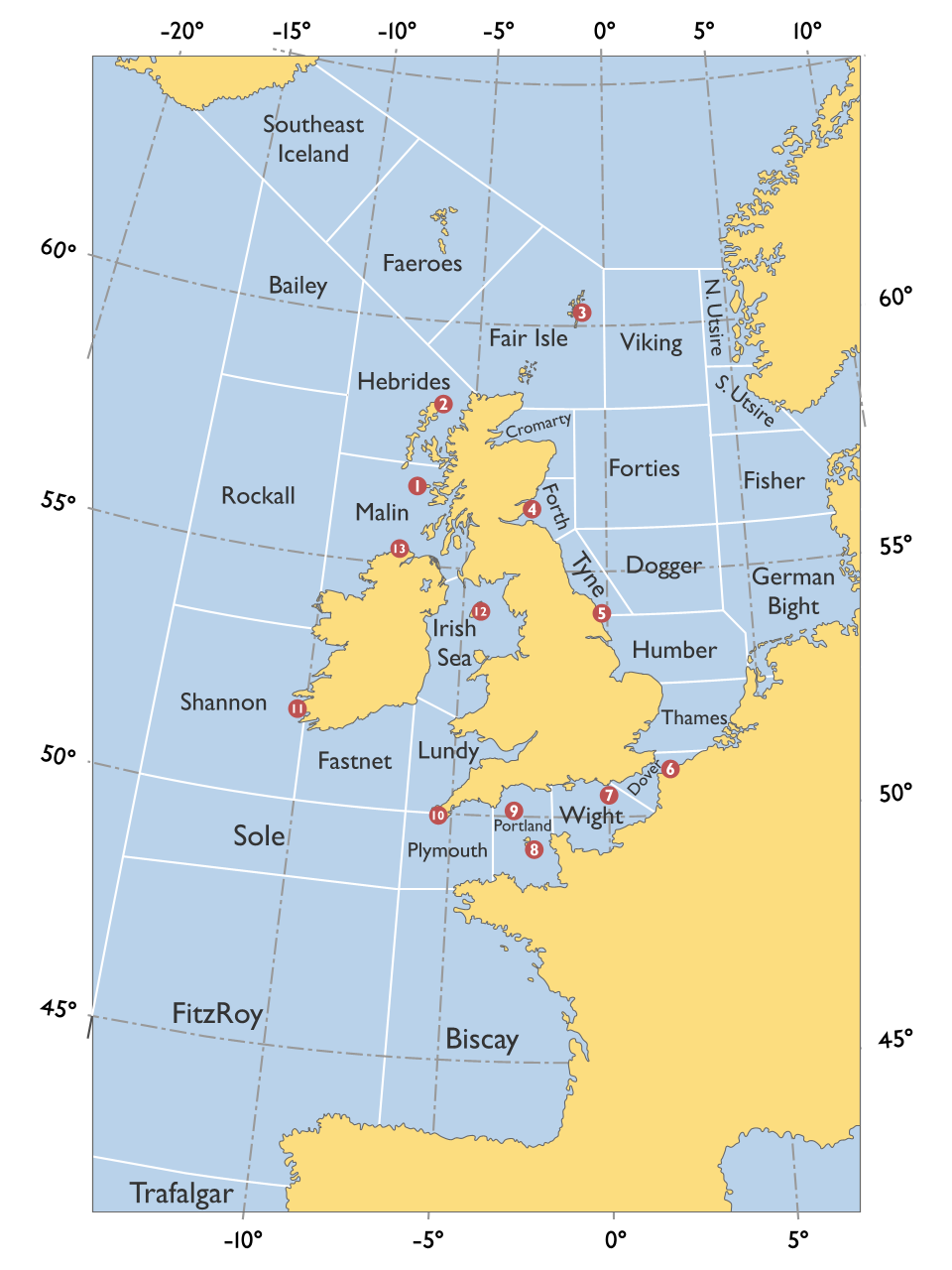
Karta över sjödistrikt och väderstationer i brittiska sjörapporten. Fiskebankarna (sjödistrikt N9) är samma som Fisher på kartan.

Fiskebankarna består av de två undervattensbankarna Lilla Fiskebanken och Stora Fiskebanken, den förra närmare den danska kusten.
Bankarna har gett namn åt ett prognosområde som nämns i svenska sjörapporten (Fiskebankarna, sjödistrikt N9), som sträcker sig från danska kusten ca 220 km ut i Nordsjön. I den brittiska sjörapporten (BBC Shipping Forecast) heter området Fisher.
Området definieras, frånsett danska kusten, av koordinaterna
- 57°45'N 04°00'E
- 56°00'N 04°00'E
- 56°00'N 08°10'E
- 57°05'N 08°35'E
- 57°45'N 07°30'E

Fiskebankarna ligger inom norsk och dansk ekonomisk zon i Nordsjön.
Delar av Fiskebankarna var en gång en del av det som idag kallas Doggerland.

## Stora Fiskebanken
Stora fiskebanken är en sandbank i mellersta delen av Nordsjön, 220 kilometer sydväst om Norges sydspets Lindesnes, mellan Skagerrak och Skottland. Djupet vid Stora fiskebanken är 50 meter.  Strax norr om Stora fiskebanken ligger oljefältet Valhall—Ekofisk.

## Lilla Fiskebanken
Lilla Fiskebanken är en undervattensbank i mellersta Nordsjön belägen ca 140 km från danska västkusten.